# 石井至
石井 至（いしい いたる、1965年 - ）は、日本のコンサルタントである。石井兄弟社社長。

## 人物・来歴
1965年北海道札幌市生まれ。医師だった父の仕事の関係で、5歳より釧路市で育つ。北海道教育大学附属釧路中学校、北海道釧路湖陵高等学校、東京大学医学部卒業。東京大学大学院医学系研究科修士課程修了。Ph.D.。バンカース・トラスト、UBS、クレディ・アグリコル等の外資系銀行でデリバティブ商品開発に従事。28歳でのマネジング・ディレクター就任は当時の日本人最年少記録。1997年に独立し、石井兄弟社を設立。

## 役職
現在の主な役職は以下のとおり。
- 首相官邸有識者（明日の日本を支える観光ビジョン構想会議）[3]
- 国土交通省有識者（観光立国推進有識者会議委員）[4]
- 経済産業省有識者（インバウンド起点のクールジャパン政策研究会）[5]
- 環境省委員（国立公園満喫プロジェクト有識者委員）[6]
- 観光庁委員（広域観光周遊ルート検討委員等）[7]
- 北海道委員（北海道観光審議会特別委員）[8]
- 北海道観光振興機構アドバイザー[9]
- 北海道観光を考えるみんなの会アドバイザー[10]
- 駐日ドミニカ共和国大使館名誉相談役
- 日本ドミニカ友好議員連盟顧問
- 駐日ルワンダ共和国大使館特別顧問
- 日本ルワンダ友好議員連盟相談役
- 駐日ガーナ共和国大使館名誉領事[11]
- 日本リスクマネジメント学会評議員会副会長
- 「日経DUCARE」(日本経済新聞出版社が発行する季刊の教育雑誌)顧問[12]
- 角川春樹事務所（月刊POPTEEN、美人百花などの発行元）顧問
- The New Times（英語版）（ルワンダ共和国最大日刊紙）日本特派員[13]
- カンボジア観光省（英語版）アドバイザー（2013年12月～）

## 出演番組
- BS日テレ「深層ニュース」（2016年5月）
- スカイパーフェクトTV「ダラケ！～お金を払ってもみたいクイズ」（2016年5月）
- フジテレビ系列「ホンマでっか!?TV」(2012年10月31日）
- TBS系列「マツコの知らない世界」(2011年12月16日） - 「小学校お受験の世界」
- 朝日ニュースター「ニュースの深層」(2010年11月15日）
- シアターテレビジョン「石井至の為替哲学3.0」

## 著書
- 『慶応幼稚舎』幻冬舎、2010年5月。ISBN 978-4-34-498164-5
- 『図解・リスクのしくみ』東洋経済新報社、2011年11月。ISBN 978-4-49-209298-9
- 『グローバル資本主義を卒業した僕の選択と結論』日経BP社、2012年2月。ISBN 978-4-82-224894-9
- 『バル、タパス、アルサック』（日本人のあまり行かない世界のセレブ・リゾート3）石井兄弟社、2012年12月。ISBN 978-4-90-385208-9
- 『ゾルゲ、キャビア、アゼルバイジャン』（アゼルバイジャン文化観光省公認旅行ガイド）石井兄弟社、2013年12月。ISBN 978-4-903852-10-2
- 『慶応幼稚舎と慶應横浜初等部』朝日新書、2014年5月。ISBN 978-4-02-273561-4
- 『マルクス、レーニン、ホー・チ・ミン』（日本人のあまり行かない世界のセレブ・リゾート5）石井兄弟社、2014年9月。ISBN 978-4-903852-11-9
- 『世界のIR（統合型リゾート）』（日本人のあまり行かない世界のセレブ・リゾート6）石井兄弟社、2015年1月。ISBN 978-4-903852-12-6
- 『世紀のクラシックリゾートへ、ようこそ』日経BP社、2015年12月。ISBN 978-4-8222-5134-5

など、著書は単行本で51冊（2016年1月現在）である。